# Western Washington University

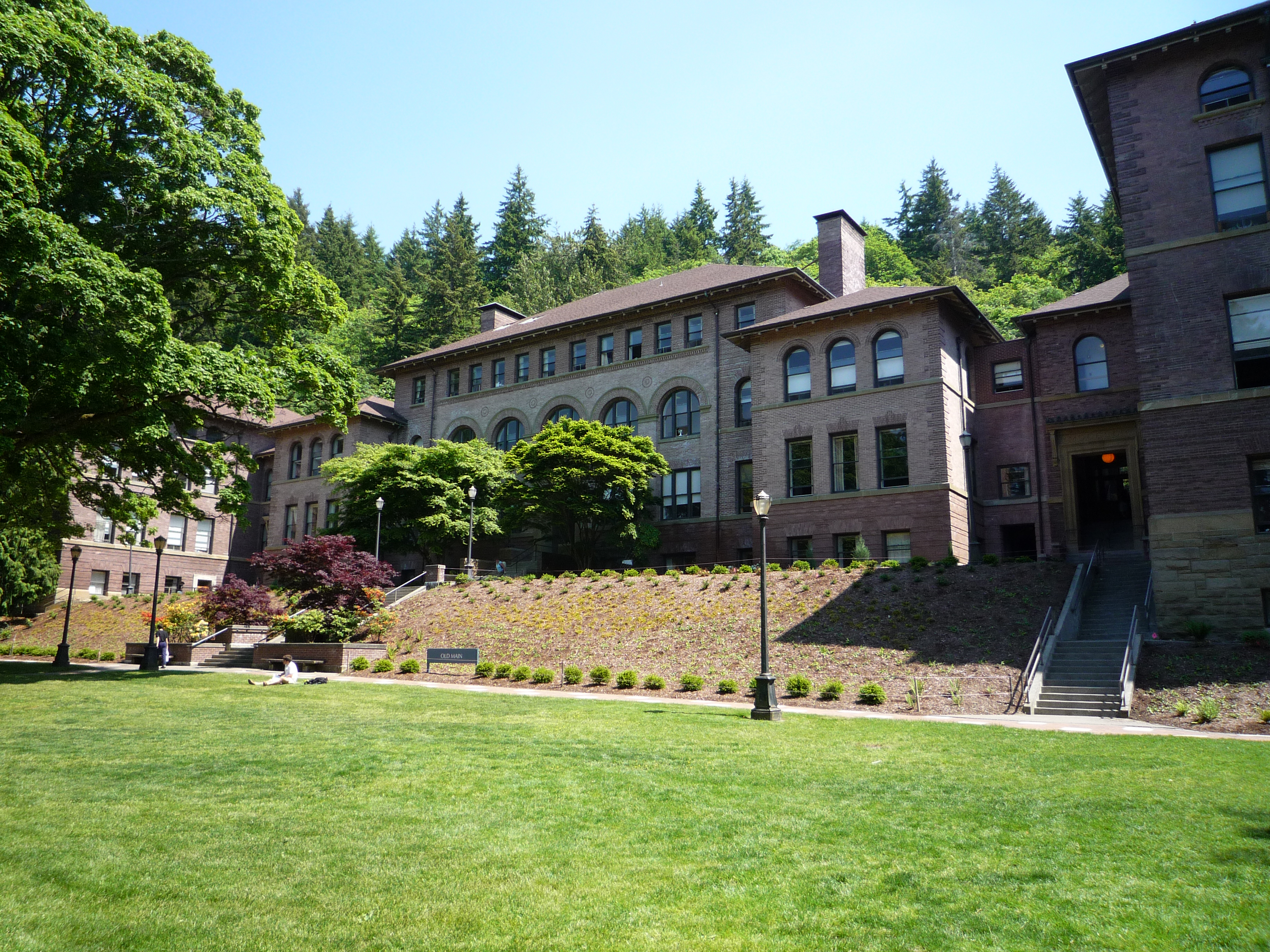
Old Main, Bellingham Campus

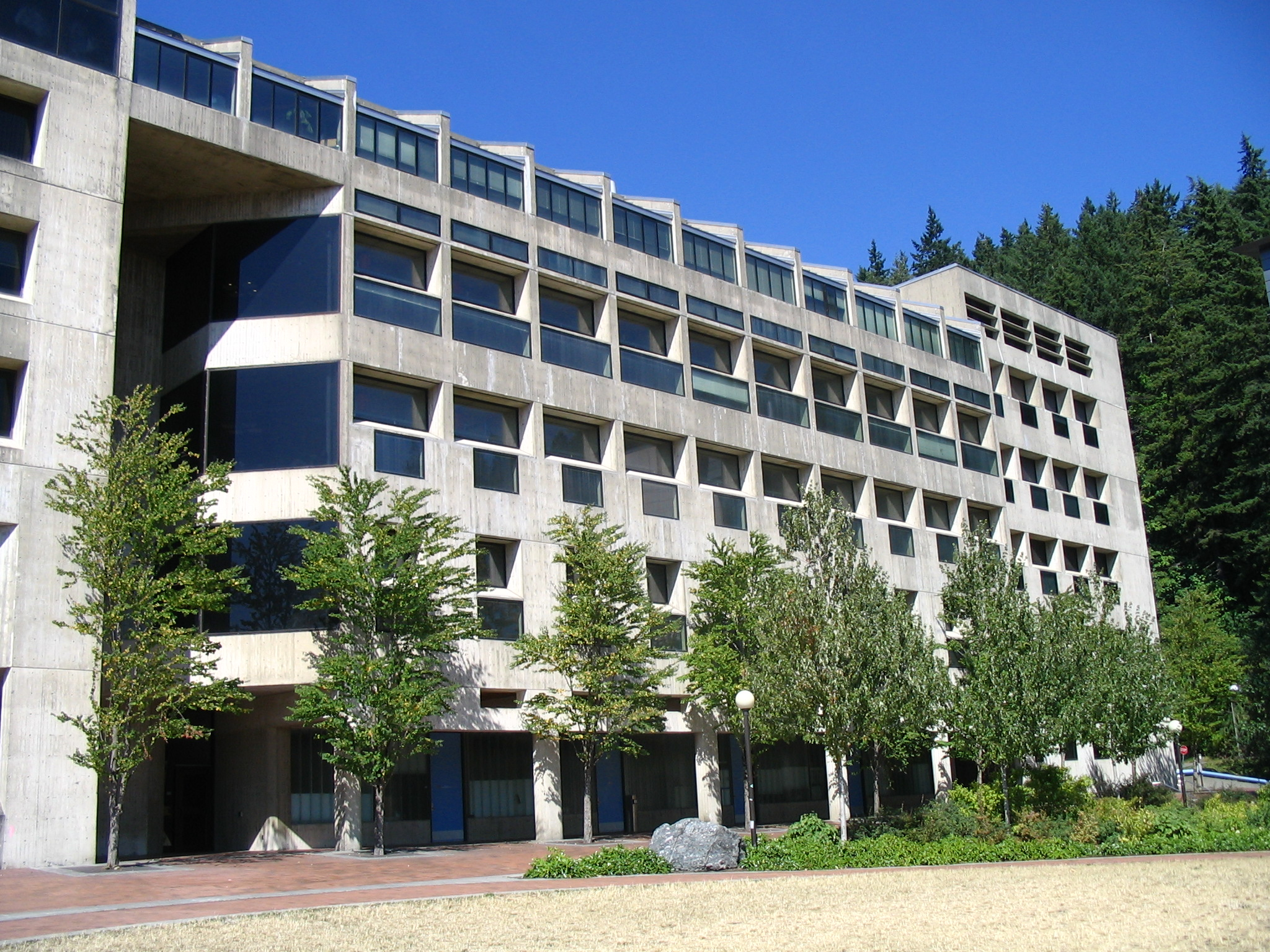
Gebäude der Umweltwissenschaften

Die Western Washington University (WWU) ist eine Universität in Bellingham im US-Bundesstaat Washington. Derzeit sind knapp 15.000 Studenten eingeschrieben. Die Hochschule ist besonders für ihre Forschung und Lehre im Bereich Automobildesign bekannt.

## Fakultäten (Colleges)
- Geistes- und Sozialwissenschaften
- Fairhaven College
- Naturwissenschaften und Technologie
- Pädagogik (Woodring College of Education)
- Schöne und Darstellende Künste
- Umweltwissenschaften (Huxley College of the Environment)
- Wirtschaftswissenschaften
- Graduate School

## Sport
Die Sportteams der WWU sind die Vikings. Die Hochschule ist Mitglied in der Great Northwest Athletic Conference. Bis zum Jahr 2009 unterhielt die Universität auch eine American-Football-Mannschaft, welche zuletzt Mitglied in der North Central Conference war. Im Zuge von Haushaltskürzungen wurde im Jahr 2009 allerdings dieses Team abgeschafft.

## Absolventen
- Mike Duncan (* 1980), Historiker[3]
- Julie Larson-Green (* 1962)
- Ben Gibbard (* 1976), Musiker